# Équation fonctionnelle (fonction L)
En mathématiques, l'une des propriétés caractéristiques des fonctions L de la théorie des nombres est la forme de leur équation fonctionnelle. Il existe une théorie élaborée de ce que devraient être ces propriétés ; beaucoup d'entre elles sont encore conjecturelles. Par exemple, la fonction zêta de Riemann possède une équation fonctionnelle reliant sa valeur au nombre complexe s avec sa valeur en 1 – s (ces valeurs de ζ sont seulement définies par prolongement analytique à partir de la définition en série). Plus précisément, avec la notation usuelle σ pour la partie réelle de s, l'équation fonctionnelle relie les cas σ > 1 et σ < 0, et échange aussi un sous-cas de la bande critique 0 < σ < 1 avec un autre sous-cas, symétrique par rapport à l'axe σ = 1/2. Par conséquent, l'équation fonctionnelle est un outil de base pour étudier la fonction zêta dans le plan complexe entier.
L'équation fonctionnelle pour la fonction zêta de Riemann prend la forme simple suivante :
où ξ est ζ multiplié par un facteur gamma, qui fait intervenir la fonction gamma. Ce facteur est vu de nos jours comme un facteur "supplémentaire" dans le produit eulérien pour la fonction zêta, correspondant à la place infinie. La fonction zêta de Dedekind d'un corps de nombres K vérifie une équation fonctionnelle exactement de la même forme, avec un facteur gamma approprié qui dépend seulement des plongements de K (en termes algébriques, du produit tensoriel de K par le corps des réels).
Il existe une équation similaire pour les fonctions L de Dirichlet, mais cette fois, en les reliant par paires :
avec χ un caractère de Dirichlet (primitif), χ* son conjugué complexe, Λ la fonction L multipliée par un facteur gamma, et ε un nombre complexe de module 1, de la forme
où G(χ) est une somme de Gauss formée à partir de χ. Cette équation possède la même fonction des deux côtés si et seulement si χ est un caractère réel, prenant des valeurs dans {0,1, –1}. Alors, ε doit être 1 ou −1, et le cas de la valeur –1 impliquerait un zéro de Λ en s = 1/2. Selon la théorie des sommes de Gauss, la valeur est toujours 1, donc aucun zéro simple de cette sorte ne peut exister (la fonction est paire en ce point).
Une théorie unifiée de telles équations fonctionnelles a été donnée par Erich Hecke, et la théorie fut remaniée par John Tate dans sa célèbre thèse. Hecke trouva des caractères généralisés de corps de nombres, appelés aujourd'hui les caractères de Hecke, pour lesquels sa démonstration (basée sur les fonctions thêta) fonctionnait aussi. Ces caractères et leurs fonctions L associées sont maintenant compris comme étant strictement reliés à la multiplication complexe, comme les caractères de Dirichlet le sont aux corps cyclotomiques.
Il existe aussi des équations fonctionnelles pour les fonctions zêta locales, apparaissant à un niveau fondamental pour la (l'analogue de) la dualité de Poincaré en cohomologie étale. Une conjecture est que les produits eulériens de la fonction zêta de Hasse-Weil pour une variété algébrique V sur un corps de nombres K, formés par réduction modulo des idéaux premiers pour obtenir des fonctions zêta locales, ont une équation fonctionnelle globale ; mais ceci est actuellement considéré comme hors d'atteinte excepté dans des cas particuliers. De nouveau, la définition peut être extraite directement de la théorie de la cohomologie étale ; mais en général, des hypothèses venant de la théorie des représentations automorphes semblent nécessaires pour obtenir l'équation fonctionnelle. La conjecture de Shimura-Taniyama-Weil est un cas particulier de cette théorie générale. En reliant l'aspect du facteur gamma à la théorie de Hodge, et par des études détaillées du facteur ε prévu, la théorie, au départ empirique, a atteint un état élaboré, même s'il manque des démonstrations.